# Gauheilanstalt Tiegenhof

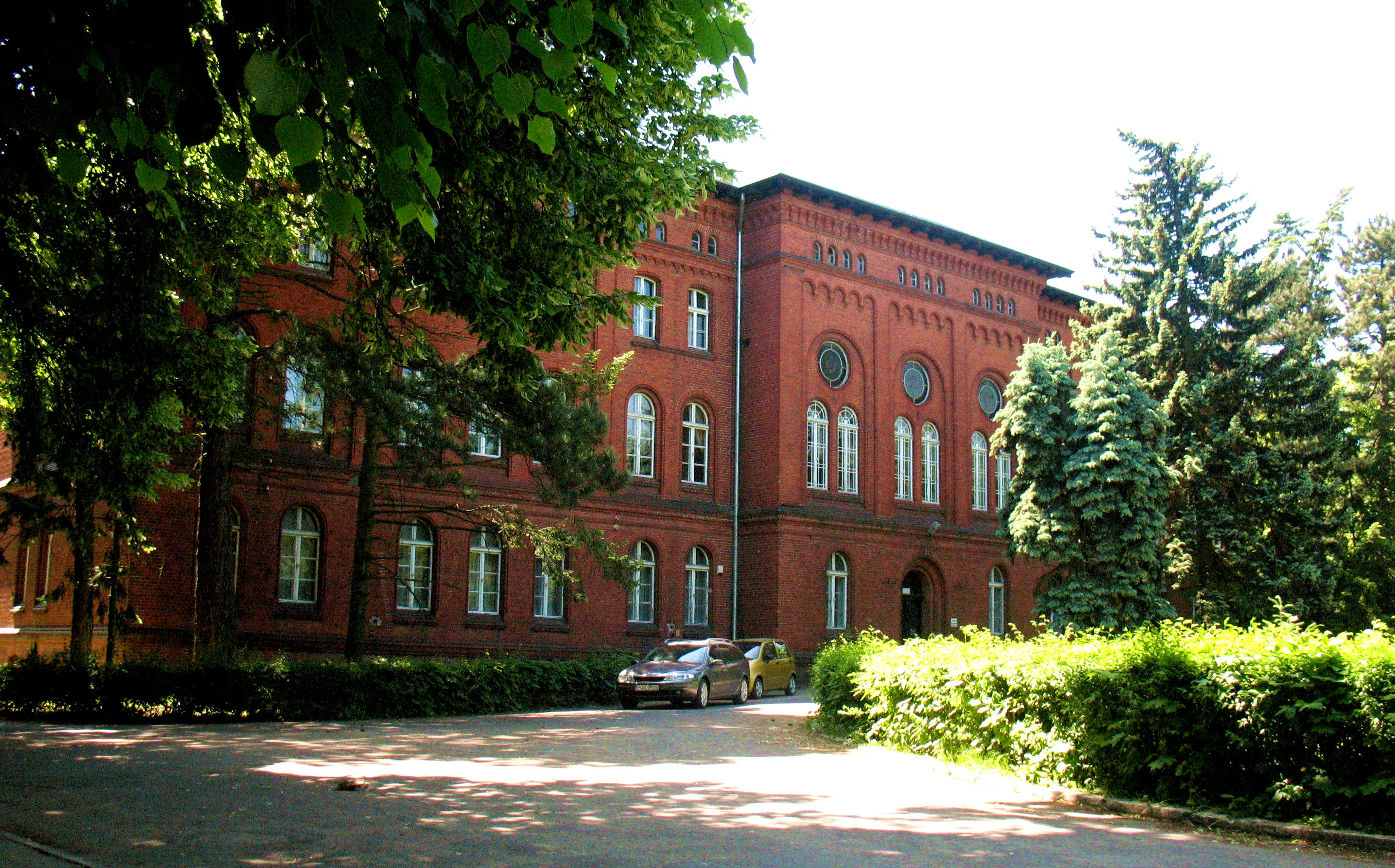
Die ehemalige Gauheilanstalt Tiegenhof (Hauptgebäude)

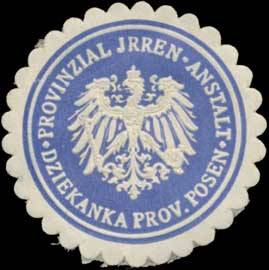
Siegelmarke

Die Gauheilanstalt Tiegenhof befand sich in Gnesen, heute Gniezno, rund 50 km östlich von Posen, in der  Siedlung Dziekanka (deutsch Dekanat, von 1939 bis 1945 Tiegenhof genannt). Heute befindet sich dort eine Nervenklinik (Wojewódzki Szpital dla Nerwowo i Psychicznie Chorych Dziekanka).

## Geschichte
Gnesen war im 19. und 20. Jahrhundert abwechselnd preußisch oder polnisch. Mit Südpreußen seit 1793 preußisch, gehörte es anschließend zum Herzogtum Warschau, nach dem Wiener Kongress 1815 wieder zu Preußen. Mit dem Versailler Vertrag lag es ab 1920 in Polen.
1894 wurde die Provinzial-Irrenanstalt Dziekanka (später auch Psychiatrische Heilanstalt Gnesen) des Kreises Gnesen eingerichtet. Die Anstalt wurde im zeitgenössischen Pavillonstil mit einzelnen freistehenden Häusern, die sich einer parkähnlichen Umgebung befanden, errichtet. Sie war modern ausgestattet und bot zunächst etwa 600 Patientinnen und Patienten Platz.
Nach dem deutschen Überfall auf Polen wurde Gnesen am 11. September 1939 Teil des deutschen Militärbezirks Posen und am 26. Oktober 1939 in das Deutsche Reich eingegliedert. Es gehörte fortan zum Reichsgau Posen, später Wartheland und zum Regierungsbezirk Hohensalza. Die Anstalt wurde in Gauheilanstalt Tiegenhof umbenannt. Der bisherige Direktor Victor Ratka, ein sogenannter Volksdeutscher, kollaborierte mit den deutschen Besatzern und blieb im Amt.

### Die Ermordung polnischer Patientinnen und Patienten 1939–1941
Mit der Übernahme der Anstalt in die deutsche Verwaltung ging die Ermordung der polnischen Patientinnen und Patienten einher. Mehr als 500 Menschen wurden ab Dezember 1939 zunächst im Fort VII in Posen in einer Gaskammer ermordet, im Januar 1940 weitere 600 Menschen in einem Gaswagen. In einer dritten Aktion ermordete das Sonderkommando Lange im Sommer 1941 weitere polnische Patientinnen und Patienten in Gaswagen. Die Morde wurden zynisch als „Evakuierungen“ bezeichnet und alle Ermordeten in einem „Evakuierungsbuch“ verzeichnet.

### Sammelanstalt für „Volksdeutsche“ ab 1940
Parallel zur Ermordung der polnischen Patientinnen und Patienten wurde die Anstalt zu einer deutschen Heilanstalt umfunktioniert. Sie nahm vor allem volksdeutsche Patienten auf, die im Rahmen der nationalsozialistischen Umsiedlungspolitik in den Warthegau gelangten. So trafen im Mai 1940 annähernd 400 Baltendeutsche ein, die 1939 aus den lettischen Heilanstalten in Riga, Mitau oder Dünaburg in das Deutsche Reich umgesiedelt worden waren. Ihnen folgten Volksdeutsche aus Bessarabien, der Bukowina und anderen deutschen Siedlungsgebieten im Osten und Südosten Europas. Sie waren aus den dortigen Heilanstalten, Asylen oder auch aus ihren Familien heraus mit Lazarettzügen in den Warthegau, und dort vor allem in die Anstalten Tiegenhof, Warta und Gostynin, gebracht worden. Der Warthegau wurde innerhalb der nationalsozialistischen Germanisierungspläne zu einem Hauptansiedlungsgebiet für die Volksdeutschen, was die vorherigen Vertreibung und Vernichtung der dort ansässigen polnischen und jüdischen Bevölkerung bedingte.

### „Aktion T4“ und dezentrale Krankenmorde 1940–1945
Im Herbst 1940 trafen in Tiegenhof die Meldebögen der „Aktion T4“ ein. Sie wurden von Viktor Ratka und weiteren Anstaltsärzten ausgefüllt und an die Berliner Krankenmordorganisation in der Tiergartenstraße 4 geschickt. Dort entschieden „Gutachterärzte“ über die Meldebögen und damit über die Ermordung der Patienten in einer der Tötungsanstalten der „Aktion T4“. Am 26. Juli 1941 verlegte die Gemeinnützige Krankentransportgesellschaft (Gekrat), eine Tarnfirma der „T4“,  547 Personen von Tiegenhof in die Provinzial-, Heil- und Pflegeanstalt Uchtspringe. Von dort sollten die Patientinnen und Patienten in die Tötungsanstalt Bernburg verbracht werden. Aufgrund des Abbruchs der „Aktion T4“ im August 1941 kam es allerdings nicht mehr zur Ermordung in Bernburg. Die meisten Verlegten fielen später in Uchtspringe überdosierten Medikamenten, Unterernährung und Vernachlässigung, also den dezentralen Krankenmorden, zum Opfer oder wurden in die Anstalten Hadamar, Pfafferode oder Meseritz-Obrawalde verlegt und dort ermordet.
In Tiegenhof trafen ab Ende 1941 Transporte aus verschiedenen Anstalten des Deutschen Reiches ein, z. B. aus Hamburg, dem Rheinland, Westfalen oder dem Großraum Berlin („Aktion Brandt“). Die Sterblichkeit lag ab 1942 bei etwa 30 Prozent und war das Ergebnis gezielter Krankenmorde. Die Patientinnen und Patienten erhielten überdosierte Beruhigungsmittel, wurden systematisch unterernährt und pflegerisch vernachlässigt.
Zu den Opfern gehörte Erna Kronshage (1922–1944).

### Kindereuthanasie
In der Anstalt wurde auch eine „Kinderfachabteilung“ des „Reichsausschusses zur wissenschaftlichen Erfassung von erb- und anlagebedingten schweren Leiden“ eingerichtet – Tiegenhof wurde damit zu einem Ort der „Kindereuthanasie“. Ärztlicher Leiter der „Kinderfachabteilung“ wurde Walter Kipper. Er erhielt Ende 1942 vom Reichsausschuss in Berlin entsprechende Instruktionen und begab sich nach Brandenburg-Görden, wo er einen Einblick in die dortige „Kinderfachabteilung“ erhielt. Im Februar 1943 wurden die ersten Kinder in der neue eingerichteten Abteilung in Tiegenhof aufgenommen. Es waren 12 Kinder deutscher bzw. volksdeutscher Herkunft, die aus der Anstalt Warta nach Tiegenhof verlegt wurden. Nur ein Kind überlebte. Insgesamt lassen sich bis 1945 138 Einweisungen von Kindern im Alter von vier Monaten bis 14 Jahren nachweisen. Es waren Kinder, die sich bereits in Anstalten oder Heimen befanden oder bei ihren Familien lebten. Sie wurden über Ärzte, Fürsorgerinnen und Hebammen den Gesundheitsämtern gemeldet, die wiederum Meldung an den „Reichsausschuss“ erstatteten. Dieser veranlasste die Einweisung der Kinder in Tiegenhof. Dort durchliefen sie eine Art Beobachtungsverfahren. 88 Kinder und Jugendliche wurden daraufhin durch überdosierte Medikamente, beispielsweise Luminal, ermordet. Unter den Ermordeten waren auch polnische Kinder. Verabreicht hatten die Medikamente die Schwestern Frieda Wilke und Maria Lüdtke, die – wie auch Kipper – dafür Sonderzahlungen erhielten.

### Sammelstelle für unheilbar geisteskranke Ostarbeiter und Polen 1944/45
Ab 1944 war Tiegenhof eine von elf „Sammelanstalten“ in denen sogenannte „geisteskranke Ostarbeiter“, psychisch erkrankte Zwangsarbeiterinnen und Zwangsarbeiter aus der Sowjetunion, und polnische Zwangsarbeiter untergebracht wurden. Sie sollten dort therapiert und damit möglichst schnell wieder „arbeitseinsatzfähig“ gemacht werden. Eine ungünstige Prognose war das Todesurteil. Die Zahl der in Tiegenhof aufgenommenen „Ostarbeiter“ war mit 17 verhältnismäßig gering. Andere Sammelstellen befanden sich in Irsee, Lüneburg oder Pfafferode.

### Kriegsende und Nachkriegsgeschichte
Bis zur Befreiung der Anstalt durch die Rote Armee im Januar 1945 starben dort über 3.500 Menschen. Das deutsche Personal war zuvor geflohen und hatte die Patienten sich selbst überlassen.
Nach der Beendigung des Zweiten Weltkriegs kam die Klinik wieder zu Polen. Die deutschen Patientinnen und Patienten wurden im März 1950 in die Anstalt Wittstock an der Dosse „repatriiert“.
Die Klinik Dziekanka ist bis heute eine staatliche psychiatrische Einrichtung.
Informationstafeln informieren über die Geschichte der Anstalt und die zwischen 1939 und 1945 begangenen Verbrechen. An der Anstaltskirche ist eine Gedenktafel angebracht.